# Catherine (chanson)
Pour les articles homonymes, voir Catherine.
Chansons représentant le Luxembourg au Concours Eurovision de la chanson
Nous vivrons d'amour
(1968) Je suis tombé du ciel
(1970)
Singles de Romuald
Tous les printemps du monde
(1969) Fra le mie braccia
(1969)
Catherine est une chanson co-écrite par Paul Mauriat et André Pascal et interprétée par Romuald, sortie en 1969. C'est la chanson représentant le Luxembourg au Concours Eurovision de la chanson 1969.
Romuald a également enregistré la chanson, sous le même titre, en allemand, en anglais ainsi qu'en italien.

## À l'Eurovision

### Sélection
Après avoir été choisie en interne par le radiodiffuseur luxembourgeois Télé Luxembourg, Catherine est la chanson sélectionnée pour représenter le Luxembourg au Concours Eurovision de la chanson 1969 le 29 mars à Madrid, en Espagne.

### À Madrid
La chanson est intégralement interprétée en français, l'une des langues officielles du Luxembourg, comme l'impose la règle entre 1966 et 1972. L'orchestre est dirigé par Augusto Algueró.
Catherine est la deuxième chanson interprétée lors de la soirée du concours, suivant Pozdrav svijetu de Ivan & 3M pour la Yougoslavie et précédant l'une des quatre chansons lauréates de 1969 Vivo cantando de Salomé pour l'Espagne.
À l'issue du vote, elle obtient 7 points et se classe 11e sur 16 chansons,.

## Liste des titres
| A1. | Catherine                       | André Pascal                 | Paul Mauriat, André Borly | 2:50 |
| A2. | Seul notre amour n'a pas changé | Jacques Chaumelle            | Romuald Figuier           | 2:45 |
| B1. | Même un enfant                  | André Pascal                 | André Borly               | 2:48 |
| B2. | Les Tambours du vent            | Pascal Sevran, Serge Lebrail | Romuald Figuier           | 2:04 |

## Classements

### Classements hebdomadaires
| Classement (1969)               | Meilleure position |
| ------------------------------- | ------------------ |
| Belgique (Wallonie Ultratip 50) | Tip                |
| France (IFOP)                   | 92                 |

## Historique de sortie
| Pays      | Date | Format         | Label   |
| --------- | ---- | -------------- | ------- |
| Allemagne | 1969 | 45 tours       | Disc AZ |
| Belgique  | 1969 | 45 tours       | Disc AZ |
| Canada    | 1969 | 45 tours       | Disc AZ |
| Espagne   | 1969 | 45 tours       | Disc AZ |
| France    | 1969 | super 45 tours | Disc AZ |
| Grèce     | 1969 | 45 tours       | Disc AZ |
| Italie    | 1969 | 45 tours       | Disc AZ |
| Japon     | 1969 | 45 tours       | Disc AZ |
| Pays-Bas  | 1969 | 45 tours       | Disc AZ |
| Portugal  | 1969 | super 45 tours | Disc AZ |
| Suède     | 1969 | 45 tours       | Disc AZ |